# Pascual Botella
Pascual Botella Domingo (Valencia, 10 de agosto de 1916 — ib., 14 de enero de 1983) fue un futbolista español que jugaba en la demarcación de delantero.

## Biografía
Pascual Botella debutó como futbolista en 1937 a los veintiún años de edad con el Levante U. D. Jugó en el club durante cuatro años, llegando a ganar la única edición de la Copa de la España Libre. En 1941 fichó por el Real Madrid. Formó parte del equipo que ganó por 11-1 al F. C. Barcelona en las semifinales de la Copa del Generalísimo de fútbol 1943, quedando subcampeón del torneo tras perder contra el Athletic Club en la final. Tras cuatro años en el equipo, Botella volvió al Levante, donde se retiró en 1950.
Falleció el 14 de enero de 1983 en Valencia a los sesenta y seis años de edad.

## Clubes
| Club              | País   | Año       | Partidos | Goles |
| ----------------- | ------ | --------- | -------- | ----- |
| Levante U. D.     | España | 1937-1941 | ¿?       | ¿?    |
| Real Madrid C. F. | España | 1941-1945 | 63       | 11    |
| Levante U. D.     | España | 1946-1950 | 71       | 18    |